# Шахтарський сільський округ
Шахта́рський сільський округ (каз. Шахтер ауылдық округі, рос. Шахтёрский сельский округ) — адміністративна одиниця у складі Нуринського району Карагандинської області Казахстану. Адміністративний центр та єдиний населений пункт — село Шахтарське.
Населення — 983 особи (2021; 1211 у 2009, 1389 у 1999, 1542 у 1989).
Станом на 1989 рік існувала Шахтарська сільська рада (село Шахтарське).